# Ellisellidae
Ellisellidae é uma família de corais da ordem Scleralcyonacea.

## Géneros
Seguem os gêneros da família:
- Ctenocella (Valenciennes, 1855)
- Dichotella (Gray, 1870)
- Ellisella (Gray, 1858)
- Heliania (Gray, 1859)
- Junceella (Valenciennes, 1855)
- Nicella (Gray, 1870)
- Phenilia (Gray, 1859)
- Riisea (Duchassaing & Michelotti, 1860)
- Verrucella (Milne Edwards & Haime, 1857)
- Viminella (Gray, 1870)